# 두두 (프로게이머)
두두(본명: 이동주, 2001년 3월 8일 ~ )는 대한민국의 리그 오브 레전드 프로게이머로 아이디는 DuDu이다. 포지션은 탑 라이너이며 현재 DN 프릭스에서 활동하고 있다.

## 선수 생활
2020년 1월 한화생명 e스포츠의 아카데미 팀에 입단했다.
2020년 5월 28일, 한화생명의 1군팀으로 콜업되었다. 2020 서머 시즌에서는 큐베와 주전 경쟁을 하면서 번갈아 출전했다.
2021시즌을 앞두고 모건이 영입되면서 주전 경쟁을 하게 되었다. 스프링 시즌에서는 모건과 번갈아가면서 나왔지만 모건에 비해 출전 시간이 더 적었다. 서머 시즌에서는 간간히 나올 때도 좋지 못한 모습을 보이면서 서브 선수로 내려오게 되었다.
2022시즌을 앞두고 한화생명 e스포츠와 잔류했다. 2022시즌 동안 팀의 주전 탑 라이너로 활동했으며 팀의 에이스로 평가받았다. 시즌 종료 후 팀에서 퇴단했다.
2023시즌을 앞두고 광동 프릭스에 입단했다.
2024시즌을 앞두고 광동 프릭스와 재계약을 체결했다.
2025시즌을 앞두고 광동 프릭스와 2년 재계약을 체결했다.

## 수상 경력
- 리그 오브 레전드 시즌 킥오프 2023 준우승

## 소속팀
| # | 팀명             | 소속 기간               | 소속 리그 | 비고 |
| - | ---------------- | ----------------------- | --------- | ---- |
| 1 | 한화생명 e스포츠 | 2020.05.11 ~ 2022.12.01 | LCK       |      |
| 2 | 광동 프릭스      | 2022.12.01 ~            | LCK       |      |